# Pionier (sieć światłowodowa)
Polski Internet Optyczny (PIONIER) – ogólnopolska sieć światłowodowa, następca sieci POL-34, służąca głównie ośrodkom akademickim do celów naukowych oraz do wytworzenia i testowania pilotowych usług społeczeństwa informacyjnego. Do jej stworzenia powołano konsorcjum Pionier. Sieć PIONIER połączona jest z europejskimi naukowymi sieciami i centrami komputerowymi, np. CERN, GÉANT i Deutsches Forschungsnetz (DFN).
Sieć PIONIER budowana była od roku 2001. W roku 2014 łączna długość własnych światłowodów sieci wyniosła 5612 km, oprócz tego dzierżawiono 878 km sieci, a światłowody zagraniczne do Hamburga i CERN miały długość 2454 km. Sieć łączy 21 dużych miejskich sieci komputerowych i 5 centrów komputerów dużej mocy. Należą do nich: AMSK (Szczecin), BIAMAN (Białystok), BYDMAN (Bydgoszcz), Cyfronet (Kraków), CzestMAN (Częstochowa), ICM (Warszawa), KIELMAN (Kielce), KosMAN (Koszalin),  LODMAN (Łódź), LubMAN (Lublin), MAN Opole, MAN Radom, TORMAN (Toruń), NASK (Warszawa), OLMAN (Olsztyn), POZMAN (Poznań), PulMAN (Puławy), RMSK (Rzeszów), SASK (Śląsk), TASK (Trójmiasto), WCSS (Wrocław) i ZIELMAN (Zielona Góra). 
PIONIER ma też połączenie z siecią naukową obwodu królewieckiego, białoruską (BASNET), czeską (CESNET), słowacką (SANET) i ukraińską (UARNET i URAN)
. 
Operatorem sieci jest Poznańskie Centrum Superkomputerowo-Sieciowe afiliowane przy Instytucie Chemii Bioorganicznej PAN w Poznaniu.